# Mads Kaggestad
Mads Petter Kaggestad (Ringerike, 22 febbraio 1977) è un ex ciclista su strada norvegese.

## Palmarès

### Strada
- 2002 (Team Krone, una vittoria)

Classifica generale Ringerike Grand Prix

#### Altri successi
- 1994 (Juniores)

Campionati norvegesi, Cronosquadre Juniores (con Ole Petter Hungerholdt e Gabriel Rasch)
- 1995 (Juniores)

Campionati norvegesi, Cronosquadre Juniores (con Ole Petter Hungerholdt e Tommy Jensen)
- 2001 (Dilettanti)

Campionati norvegesi, Cronosquadre Elite (con Gabriel Rasch e Gisle Vikøyr)

## Piazzamenti

### Grandi Giri
- Vuelta a España

2006: 132º

### Classiche monumento
- Giro delle Fiandre

2003: ritirato
2004: ritirato
- Parigi-Roubaix

2004: ritirato
- Liegi-Bastogne-Liegi

2007: ritirato

### Competizioni mondiali
- Campionati del mondo

Verona 2004 - In linea Elite: ritirato
Stoccarda 2007 - In linea Elite: ritirato
- Giochi olimpici

Atene 2004 - In linea: ritirato